# آلان رامزي (رسام)
آلان رامزي (بالإنجليزية: Allan Ramsay) (13 أكتوبر 1713 – 10 أغسطس 1784) هو رسام بورتريه اسكتلندي مرموق.

## الحياة والمسيرة المهنية
وُلد آلان رامزي في إدنبرة، اسكتلندا، وهو أكبر أبناء ألان رامزي، شاعر ومؤلف كتاب «الراعي الوديع». عند بلوغه سن العشرين رحل إلى لندن للدراسة في أكاديمية سانت مارتن لين على يد الرسام السويدي هانس هايسينغ. وفي عام 1736 غادر رامزي لندن متجهًا إلى روما ونابولي حيث عمل رسامًا لمدة ثلاثة أعوام على يد فرانشيسكو سوليمينا وفرانشيسكو فيرناندي.
استقر رامزي في إدنبرة بعد عودته إلى الجزر البريطانية عام 1738، وتمكن من جذب الأنظار إليه بفضل بورتريه عضو البرلمان دنكان فوربس، وبورتريه دوق أرغايل الثالث، أرتشيبالد كامبيل، الذي طُبع لاحقًا على الأوراق النقدية في بنك اسكتلندا الملكي. انتقل رامزي لاحقًا للعيش في لندن حيث عُين موظفًا لدى دوق بريدجوتر.
إلى جانب موهبة رامزي الفنية، فقد قادته أخلاقه المهذبة وثقافته المتنوعة إلى الشهرة. ولم يكن له منافس جاد سوى توماس هدسون، وكلاهما عاصر رسام الأقمشة، جوزيف فان أكن.
في عام 1739 تزوج رامزي بأولى زوجاته، آن باين، ابنة ألكساندر باين (1684–1737) وماري كارستيرس (1695؟–1759). تُوفيت آن في 4 فبراير 1743 بعدما أنجبت طفلهما الثالث. لم يبقَ أيٌ من أطفالهما حيًا حتى سن البلوغ.
من بين طالبات الرسم التي تتلمذت على يده: مارجريت ليندسي، الابنة الكبرى للسير ألكساندر ليندسي وأميليا موراي (حفيدة ديفيد موراي فيكونت ستورمونت الخامس وأخت جندي البحرية جون ليندسي). تزوج رامزي بها لاحقًا في السر، وفي 1 مارس 1752 أعلنا عن زواجهما في كانونغيت كيرك، إدنبرة، ولم يسامحها والدها أبدًا على زواجها من رسام. كان رامزي مُلزمًا في ذلك الوقت بكفالة ابنته من زواجه السابق إلى جانب أختيه الباقيتين، ولكنه طمأن السير ألكساندر قائلًا إنه سوف يتعهد بتوفير نفقة مالية سنوية لزوجته مارجريت بقدر 100 جنيه إسترليني، وأضاف: «كلما ازدهرت أعمالي، استطعت توفير المزيد من المال. وأنا أشكر الرب أن أعمالي بصدد الازدهار»، ثم أضاف قائلًا: «الدافع الوحيد وراء الزواج هو حبي لابنتك التي تستحق أكثر بكثير من كل ما أمتلك، وأنا أعي ذلك بشدة». أنجب الزوجان ثلاثة أطفال على مدار حياتهما السعيدة الطويلة معًا، وهم أميليا (1755–1813)، وتشارلوت (1758–1818؟)، وجون (1768–1845).
قضى رامزي الفترة من عام 1754 إلى 1757 مع زوجته في إيطاليا، وجابا روما، وفلورنسا، ونابولي، وتيفولي، بحثًا عن أساطين الفن القدماء، والتحف والمواقع الأثرية. حصل رامزي على قوت يومه من رسم وجوه سياح أوروبا. انطوت تلك الرحلة إلى إيطاليا وغيرها على البحث في أمور الأدب والآثار عوضًا عن الفن. وبعد عودتهما في عام 1761 عُين رامزي خلفًا لجون شاكلتون بصفته صاحب لقب كبير الرسامين الملكي تحت حكم الملك جورج الثالث، مُتغلبًا بذلك على هدسون. عقب ذلك كلفه الملك برسم وجوه العديد من السفراء والحكام المستعمرين حتى اضطر رامزي لطلب المساعدة من عدة رسامين، ومن أشهرهم ديفيد مارتن وفيليب رايناغل.
تخلى رامزي عن مهنة الرسم في عام 1770 تقريبًا كي يتفرغ لمساعيه الأدبية. تدهورت صحته بشدة بعد حادثة خلع ذراعه الأيمن ووفاة زوجته الثانية عام 1782. ظل رامزي يعاني نتيجة إصراره القاطع حتى انتهى من رسم لوحة وجه الملك الذي كلفه بذلك، وغادر بلاده متجهًا نحو إيطاليا المحببة إلى قلبه. وكلف مساعده رايناغل بالانتهاء من 50 لوحة ملكية. مكث رامزي جنوبًا بضعة أعوام حتى خارت قواه في النهاية. تُوفي في دوفر في 10 أغسطس 1784.
كان رامزي صديقًا لصمويل جونسون الذي وصفه قائلًا: «أنا أحب رامزي. فلن تجد له مثيلًا في حديثه المنمق الزاخر بالعلم والإرشاد».

## روابط خارجية
- آلان رامزي على موقع الموسوعة البريطانية (الإنجليزية)